# El jinete polaco (novela)
El jinete polaco es una novela escrita por Antonio Muñoz Molina en 1991 y publicada por Editorial Planeta. Fue incluida en la lista de las 100 mejores novelas en español del siglo XX del periódico español «El Mundo».
Como crítica a la vinculación del autor con el Grupo Prisa, se le llamaba «el jinete Polanco» (por Jesús de Polanco).

## Sinopsis
Recreación de la historia de la ciudad ficticia de Mágina (trasunto de Úbeda, ciudad natal de Muñoz Molina,) entre el asesinato de Prim en 1870 y la I Guerra del Golfo de 1990, a través de la mirada retrospectiva del protagonista.

## Premios
- Premio Planeta, 1991
- Premio Nacional de Narrativa de España, 1992